# Danilo Silva
Danilo Aparecido da Silva, meglio noto solo come Danilo Silva (Campinas, 24 novembre 1986), è un ex calciatore brasiliano, di ruolo difensore.

## Carriera

### Club
Il 4 aprile 2017 dopo aver rescisso il contratto con la Dinamo Kiev torna all'Internacional firmando un contratto fino al 31 marzo 2020

### Nazionale
In un'intervista il CT della nazionale ucraina, Mychajlo Fomenko, ha parlato di lui come di un possibile rinforzo. In un'intervista al sito ufficiale del suo club il giocatore si è dichiarato disponibile a vestire la maglia della nazionale ucraina nel caso venisse convocato.

## Palmarès

### Club

#### Competizioni nazionali
- Campionato brasiliano: 1

San Paolo: 2007
- Coppa Suruga Bank: 1

Internacional: 2009
- Campionato ucraino: 2

Dinamo Kiev: 2014-2015, 2015-2016
- Coppa d'Ucraina: 2

Dinamo Kiev: 2013-2014, 2014-2015
- Supercoppa d'Ucraina: 2

Dinamo Kiev: 2011, 2016

#### Competizioni statali
- Campionato Gaúcho: 1

Internacional: 2009